# صمعان (ردفان)
صمعان هي إحدى قرى عزلة الحبيلين بمديرية ردفان التابعة لمحافظة لحج، بلغ تعداد سكانها 226 نسمة حسب تعداد اليمن لعام 2004.